# 割让
割让行为是指将財產转让给另一个实体。在国际法中，割让通常指通过条约转让的土地。《巴伦坦法律辞典》将割让定义为“（被迫）交出；放弃；董事会为另一个机构放弃管辖权”。与强行没收财产的吞并相反，割让是自愿的，或者至少表面上是自愿的。